# Juxue
Juxue é uma comuna francesa na região administrativa da Nova Aquitânia, no departamento dos Pirenéus Atlânticos. Estende-se por uma área de 14,73 km². Em 2010 a comuna tinha 214 habitantes (densidade: 14,5 hab./km²).